# Маттушка, Генрих Готтфрид фон
Генрих Готтфрид, граф фон Маттушка (нем. Heinrich Gottfried von Mattuschka; 1734—1779) — немецкий (силезский) естествоиспытатель, потомок дворянского рода Матушка (чеш. Matuška).

## Биография
Генрих Готтфрид родился 22 февраля 1734 года в семье прусского дворянина Фридриха Рудольфа фон Матушка-Тополчан и его жены Йозефы, баронессы фон Шпетген. Начальное образование получил у себя дома в Бреслау, затем поступил в Университет Бреслау, где стал магистром философии. По желанию отца в 1755 году поехал в Берлин, где работал в апелляционном суде. Через год получил высокую должность в правительстве Бреслау, однако затем был вынужден оставить её. Маттушка стал изучать математику, астрономию и ботанику, он собрал обширный гербарий растений Силезии. 29 августа 1763 года граф фон Маттушка женился на Бернардине Клерон д'Оссонвилль (1742—1808). Генрих Готтфрид фон Маттушка скончался 19 ноября 1779 года в Питшене (ныне — Бычина).
В 1776 году граф фон Маттушка издал первый том одной из важнейших ботанических работ по флоре Центральной Европы конца XVIII века — Flora silesiaca. Через год был издан и второй том.

## Некоторые научные работы
- Mattuschka, H.G. (1776—1777). Flora silesiaca. 2 vols.
- Mattuschka, H.G. (1779). Enumeratio stirpium in Silesia sponte crescentium. 348 p.

## Роды, названные в честь Г. Г. фон Маттушки
- Mattuschkaea Schreb., 1791 [syn.  Perama Aubl., 1775]
- Mattuschkia J.F.Gmel., 1791, nom. illeg. [syn.  Saururus L., 1753]